# ÖHB-Cup 2009/10
Der ÖHB-Cup 2009/10 war die 23. Austragung des österreichischen Handballcupwettbewerbs der Herren. Cupsieger wurde UHK Krems mit einem Sieg über den Handballclub Fivers Margareten.

## Hauptrunden

### 1. Runde
An der 1. Runde nahmen drei Vertreter der Landesverbände, fünf Mannschaften der Handball Bundesliga Austria und drei Teams der Handball Liga Austria teil. Es hatten immer die spielklassentieferen Vereine Heimrecht, wurden zwei gleichklassige Mannschaften gezogen, hatte der zuerst gezogene Verein den Vorzug.
| Handball Liga Austria                                         | Handball Bundesliga Austria                                                                                   | Landesliga                                     |
| - ULZ Schwaz - SG Handball West Wien - HC Linz AG - UHK Krems | - UHC Gänserndorf - SC Ferlach - HC Shoppingcity Seiersberg - Union sleasing St. Pölten - HC Stadtwerke Bruck | - SK Pastl Traun - WAT Fünfhaus - UHC Salzburg |

Die Spiele der 1. Runde fanden vom 14. Oktober bis 3. November 2009 statt. Die Gewinner der einzelnen Partien zogen in die zweite Runde ein.
| Datum, Uhrzeit           | Heimmannschaft                        | Ergebnis          | Gastmannschaft                                               |
| ------------------------ | ------------------------------------- | ----------------- | ------------------------------------------------------------ |
| 14. Okt. 2009, 20:00 Uhr | SK Pastl Traun (LL) 10 Burglechner    | 28 : 26 (15 : 13) | Union sleasing St. Pölten (2L) 6 Hollaus, Riegler, Weinreich |
| 14. Okt. 2009, 20:00 Uhr | WAT Fünfhaus (LL) 7 Struhar, Jochmann | 25 : 36 (19 : 28) | HC Linz AG(1L) 8 Schneider                                   |
| 16. Okt. 2009, 19:15 Uhr | SC Ferlach (2L) 15 Stusaj             | 34 : 24 (12 : 15) | UHC Gänserndorf (2L) 7 Tallo                                 |
| 20. Okt. 2009, 19:00 Uhr | HC Stadtwerke Bruck (2L) 6 Neubauer   | 21 : 41 (9 : 24)  | UHK Krems (1L) 7 Schmölz, Vizvary                            |
| 27. Okt. 2009, 19:00 Uhr | ULZ Schwaz (1L) 7 Andriuska           | 31 : 27 (14 : 7)  | SG Handball West Wien (1L) 7 Galic                           |
| 3. Nov. 2009, 20:15 Uhr  | UHC Salzburg (LL) 5 Zeppezauer        | 26 : 31 (14 : 14) | HC Shoppingcity Seiersberg (2L) 8 Schalk                     |

### 2. Runde
An der 2. Runde nahmen 16 Klubs teil: fünf Erstligisten, sieben Teams aus der Handball Bundesliga Austria und vier Landesligisten. Es hatten immer die spielklassentieferen Vereine Heimrecht, wurden zwei gleichklassige Mannschaften gezogen, hatte die erst gezogene den Vorzug.
| Handball Liga Austria                                            | Handball Bundesliga Austria | Landesliga                                                             |
| - ULZ Schwaz - Union Leoben - HC Linz AG - UHK Krems - UHC Tulln | - Sportunion Edelweiß Linz - SC Ferlach - HC Shoppingcity Seiersberg - Union Weinv. Spk. Hollabrunn - UHC Stockerau - HC Kärnten - HSG Raiffeisen Bärnbach/Köflach | - SK Pastl Traun - HC MGT BW Feldkirch - ATV Trofaiach - P'dorf Devils |

Die Spiele der 2. Runde fanden vom 10. November 2009 bis 2. Februar 2010 statt. Die Gewinner der einzelnen Partien zogen ins Viertelfinale ein.
| Datum, Uhrzeit           | Heimmannschaft                                   | Ergebnis          | Gastmannschaft                                |
| ------------------------ | ------------------------------------------------ | ----------------- | --------------------------------------------- |
| 29. Okt. 2009, 19:00 Uhr | HC Kärnten (2L) 11 Jochum                        | 27 : 31 (13 : 16) | Union Leoben (1L) 7 Vlnka                     |
| 30. Okt. 2009, 20:30 Uhr | ATV Trofaiach (LL) 11 Vrhovac                    | 29 : 34 (17 : 18) | Union Weinv. Spk. Hollabrunn (2L) 9 Ofcarovic |
| 1. Nov. 2009, 17:30 Uhr  | HC MGT BW Feldkirch (LL) 7 Hintringer            | 27 : 36 (10 : 19) | HC Linz AG (1L) 7 Lehner                      |
| 4. Nov. 2009, 19:30 Uhr  | UHC Stockerau (2L) 8 Schierer                    | 25 : 27 (13 : 15) | UHK Krems (1L) 11 Schopf                      |
| 11. Nov. 2009, 19:00 Uhr | HSG Raiffeisen Bärnbach/Köflach (2L) 7 Pomorisac | 35 : 22 (15 : 12) | Sportunion Edelweiß Linz (2L) 6 Illes         |
| 17. Nov. 2009, 18:00 Uhr | ULZ Schwaz (1L) 11 Schwarzmann                   | 26 : 24 (16 : 9)  | UHC Tulln (1L) 7 Matijevic                    |
| 18. Nov. 2009, 19:15 Uhr | P'dorf Devils (LL) 7 Pintz                       | 39 : 30 (19 : 13) | HC Shoppingcity Seiersberg (2L) 7 Nagy        |
| 22. Nov. 2009, 16:00 Uhr | SK Pastl Traun (LL) 8 Vogel J., Vogel T.         | 32 : 35 (15 : 14) | SC Ferlach (2L) 15 Poje                       |

### 3. Runde
An der 3. Runde nahmen 8 Klubs teil: vier Erstligisten, drei Teams aus der Handball Bundesliga Austria und ein Landesligisten. Es hatten immer die spielklassentieferen Vereine Heimrecht, wurden zwei gleichklassige Mannschaften gezogen, hatte die erst gezogene den Vorzug.
| Handball Liga Austria                                | Handball Bundesliga Austria                                                   | Landesliga      |
| - ULZ Schwaz - Union Leoben - HC Linz AG - UHK Krems | - SC Ferlach - Union Weinv. Spk. Hollabrunn - HSG Raiffeisen Bärnbach/Köflach | - P'dorf Devils |

Die Spiele der 3. Runde fanden vom 16. Dezember 2009 bis 29. Jänner 2010 statt. Die Gewinner der einzelnen Partien zogen in die 4. Runde ein.
| Datum, Uhrzeit           | Heimmannschaft                                       | Ergebnis          | Gastmannschaft                                |
| ------------------------ | ---------------------------------------------------- | ----------------- | --------------------------------------------- |
| 16. Dez. 2009, 19:30 Uhr | P'dorf Devils (LL) 5 Keusch                          | 22 : 34 (12 : 18) | HSG Raiffeisen Bärnbach/Köflach (2L) 7 Vodica |
| 8. Jan. 2010, 19:00 Uhr  | Union Weinv. Spk. Hollabrunn (2L) 5 Grbic, Ofcarovic | 22 : 30 (12 : 13) | UHK Krems(1L) 10 Schopf                       |
| 22. Jan. 2010, 19:15 Uhr | Union Leoben (1L) 4 Fürstler                         | 24 : 32 (9 : 20)  | HC Linz AG (1L) 6 Lehner                      |
| 29. Jan. 2010, 19:00 Uhr | SC Ferlach (2L) 11 Poje                              | 30 : 32 (17 : 16) | ULZ Schwaz (1L) 9 Maraković                   |

### 4. Runde
An der 4. Runde nahmen 8 Klubs teil: sieben Erstligisten und ein Team der Handball Bundesliga Austria teil. Es hatten immer die spielklassentieferen Vereine Heimrecht, wurden zwei gleichklassige Mannschaften gezogen, hatte die erst gezogene den Vorzug.
| Handball Liga Austria | Handball Bundesliga Austria       |
| - ULZ Schwaz - HC Linz AG - UHK Krems - Bregenz Handball - Handballclub Fivers Margareten - Alpla HC Hard - HIT Innsbruck | - HSG Raiffeisen Bärnbach/Köflach |

Das Viertelfinale fand am 5. Februar 2012 statt. Die Gewinner der einzelnen Partien zogen ins Final Four ein.
| Datum, Uhrzeit           | Heimmannschaft                                    | Ergebnis          | Gastmannschaft                                       |
| ------------------------ | ------------------------------------------------- | ----------------- | ---------------------------------------------------- |
| 10. Feb. 2010, 19:00 Uhr | Bregenz Handball (1L) 7 Schlinger                 | 29 : 17 (13 : 9)  | ULZ Schwaz (1L) 4 Andriuska                          |
| 10. Feb. 2010, 19:30 Uhr | HSG Raiffeisen Bärnbach/Köflach (2L) 10 Pomorisac | 29 : 37 (13 : 20) | Handballclub Fivers Margareten (1L) 7 Kirveliavičius |
| 17. Feb. 2010, 18:30 Uhr | HIT Innsbruck (1L) 8 Radenovic                    | 30 : 31 (15 : 10) | UHK Krems(1L) 8 Schopf                               |
| 23. Feb. 2010, 19:00 Uhr | HC Linz AG (1L) 5 Stachelberger                   | 27 : 33 (12 : 18) | Alpla HC Hard (1L) 9 Tluczynski                      |

## Finalrunden
Die Endrunde, das Final Four, fand in der Sporthalle am See in Hard am 9. und 10. April 2010 statt.

### Halbfinale
Für das Halbfinale waren folgende Mannschaften qualifiziert:
| Handball Liga Austria                                                           |
| - Bregenz Handball - Handballclub Fivers Margareten - UHK Krems - Alpla HC Hard |

Die Spiele der Halbfinals fanden am 9. April 2010 statt. Der Gewinner jeder Partie zog in das Finale des ÖHB-Cups 2009/10 ein.
| Handballclub Fivers Margareten | Handballclub Fivers Margareten | Handballclub Fivers Margareten | Handballclub Fivers Margareten | Handballclub Fivers Margareten | 39 (18) | - | 30 (15) | Bregenz Handball | Bregenz Handball | Bregenz Handball | Bregenz Handball    | Bregenz Handball |
| ------------------------------ | ------------------------------ | ------------------------------ | ------------------------------ | ------------------------------ | ------- | - | ------- | ---------------- | ---------------- | ---------------- | ------------------- | ---------------- |
| Rückennummer                   | Spieler                        | Gelbe Karte                    |                                | Rote Karte                     | Tore    |   | Tore    | Gelbe Karte      |                  | Rote Karte       | Spieler             | Rückennummer     |
| 5                              | Christoph Edelmüller           | 1                              | 1                              |                                | 2       |   | 10      |                  |                  |                  | Lucas Mayer         | 2                |
| 15                             | Michael Gangel                 |                                |                                |                                | 1       |   | 2       |                  |                  |                  | Lukas Frühstück     | 4                |
| 25                             | Matthias Kienzer               | 1                              | 1                              |                                | 3       |   | 0       | 1                | 1                |                  | Marian Klopcic      | 5                |
| 50                             | Martin Abadir                  | 1                              | 2                              |                                | 3       |   | 0       | 1                |                  |                  | Philipp Günther     | 7                |
| 51                             | Serhij Bilyk                   |                                |                                |                                | 0       |   | 10      |                  |                  |                  | Roland Schlinger    | 10               |
| 52                             | Bastian Molecz                 |                                |                                |                                | 0       |   | 0       |                  |                  |                  | Andreas Varga       | 11               |
| 54                             | Martin Fuger                   |                                |                                |                                | 2       |   | 0       |                  |                  |                  | Christopher Winkler | 12               |
| 55                             | Ibish Thaqi                    |                                |                                |                                | 4       |   | 1       |                  | 1                |                  | Matthias Günther    | 13               |
| 57                             | Herbert Jonas                  |                                |                                |                                | 3       |   | 0       |                  |                  |                  | Julian Rauch        | 14               |
| 58                             | Florian Laggner                |                                |                                |                                | 0       |   | 0       |                  |                  |                  | Fabian Posch        | 15               |
| 59                             | Markus Kolar                   |                                | 1                              |                                | 6       |   | 1       |                  |                  |                  | Björn Tyrner        | 19               |
| 65                             | Jörg Merten                    | 1                              |                                |                                | 1       |   | 0       |                  |                  |                  | Goran Aleksić       | 21               |
| 75                             | Jakub Sira                     |                                |                                |                                | 1       |   | 4       |                  | 1                |                  | Mario Obad          | 22               |
| 95                             | Romas Kirveliavičius           |                                | 1                              |                                | 13      |   | 2       | 1                |                  |                  | Milan Ivanović      | 23               |
| Trainer                        | Romas Magelinskas              |                                |                                |                                |         |   |         |                  |                  |                  | Martin Liptak       | Trainer          |

| UHK Krems    | UHK Krems           | UHK Krems   | UHK Krems | UHK Krems  | 29 (15) | - | 26 (14) | Alpla HC Hard | Alpla HC Hard | Alpla HC Hard | Alpla HC Hard       | Alpla HC Hard |
| ------------ | ------------------- | ----------- | --------- | ---------- | ------- | - | ------- | ------------- | ------------- | ------------- | ------------------- | ------------- |
| Rückennummer | Spieler             | Gelbe Karte |           | Rote Karte | Tore    |   | Tore    | Gelbe Karte   |               | Rote Karte    | Spieler             | Rückennummer  |
| 1            | Zolt Varga          |             |           |            | 0       |   | 0       |               |               |               | Thomas Huemer       | 1             |
| 6            | Ivica Belas         |             | 1         |            | 8       |   | 2       |               |               |               | Maciek Tluczynski   | 2             |
| 8            | Andras Bozo         |             | 1         |            | 0       |   | 2       |               | 1             |               | Christian Grebien   | 3             |
| 13           | Günther Walzer      | 1           | 2         |            | 0       |   | 0       |               |               |               | Alex Kathrein       | 4             |
| 17           | Tobias Schopf       |             |           |            | 3       |   | 0       |               |               |               | Valentin Büchele    | 5             |
| 21           | Johann Schmölz      |             |           |            | 3       |   | 2       |               | 1             |               | Dominik Schmid      | 6             |
| 22           | Georg Chalupa       |             |           |            | 0       |   | 6       |               |               |               | Luca Raschle        | 7             |
| 23           | Michael Hummel      |             |           |            | 0       |   | 4       |               |               |               | Andryi Kuzo         | 10            |
| 24           | Norbert Visy        |             | 2         |            | 6       |   | 0       |               |               |               | Jürgen Suppanschitz | 12            |
| 26           | Kristof Vizvary     | 1           | 1         |            | 5       |   | 4       | 1             | 1             |               | Janis Glusaks       | 14            |
| 30           | Werner Lint         | 1           | 1         |            | 3       |   | 1       |               |               |               | Stefan Klement      | 15            |
| 61           | Wolfgang Filzwieser |             |           |            | 0       |   | 3       | 1             |               |               | Stefan Watzl        | 17            |
|              |                     |             |           |            | 1       |   | 0       |               |               |               | Rene-Pascal Rigas   | 18            |
|              |                     |             |           |            |         |   | 2       |               | 2             |               | Michael Knauth      | 21            |
| Trainer      | Istvan Szilagyi     |             |           |            |         |   |         |               |               |               | Zbigniew Tluczynski | Trainer       |

### Finale
Das Finale fand am 10. April 2010 statt. Der Gewinner der Partie ist Sieger des ÖHB-Cups 2009/10.
| Handballclub Fivers Margareten | Handballclub Fivers Margareten | Handballclub Fivers Margareten | Handballclub Fivers Margareten | Handballclub Fivers Margareten | 32 (16) | - | 35 (11) | UHK Krems   | UHK Krems | UHK Krems  | UHK Krems           | UHK Krems    |
| ------------------------------ | ------------------------------ | ------------------------------ | ------------------------------ | ------------------------------ | ------- | - | ------- | ----------- | --------- | ---------- | ------------------- | ------------ |
| Rückennummer                   | Spieler                        | Gelbe Karte                    |                                | Rote Karte                     | Tore    |   | Tore    | Gelbe Karte |           | Rote Karte | Spieler             | Rückennummer |
| 5                              | Christoph Edelmüller           |                                | 1                              |                                | 6       |   | 0       |             |           |            | Zolt Varga          | 1            |
| 15                             | Michael Gangel                 |                                |                                |                                | 0       |   | 6       |             | 2         |            | Ivica Belas         | 6            |
| 25                             | Matthias Kienzer               |                                | 1                              |                                | 5       |   | 0       | 1           |           | 1          | Andras Bozo         | 8            |
| 50                             | Martin Abadir                  | 1                              | 2                              |                                | 10      |   | 0       | 1           |           |            | Günther Walzer      | 13           |
| 51                             | Serhij Bilyk                   |                                |                                |                                | 0       |   | 3       |             | 1         |            | Tobias Schopf       | 17           |
| 52                             | Bastian Molecz                 |                                |                                |                                | 0       |   | 1       |             | 1         |            | Johann Schmölz      | 21           |
| 53                             | Florian Laggner                |                                |                                |                                | 0       |   | 0       |             |           |            | Georg Chalupa       | 22           |
| 54                             | Martin Fuger                   |                                |                                |                                | 1       |   | 0       |             |           |            | Michael Hummel      | 23           |
| 55                             | Ibish Thaqi                    | 1                              |                                |                                | 0       |   | 14      | 0           |           |            | Norbert Visy        | 24           |
| 57                             | Herbert Jonas                  |                                |                                |                                | 3       |   | 6       | 1           |           |            | Kristof Vizvary     | 26           |
| 59                             | Markus Kolar                   |                                | 1                              |                                | 3       |   | 5       | 1           | 2         |            | Werner Lint         | 30           |
| 65                             | Jörg Merten                    |                                | 1                              |                                | 0       |   | 0       |             |           |            | Wolfgang Filzwieser | 61           |
| 75                             | Jakub Sira                     |                                |                                |                                | 0       |   |         |             |           |            |                     |              |
| 95                             | Romas Kirveliavičius           |                                | 1                              |                                | 4       |   |         |             |           |            |                     |              |
| Trainer                        | Romas Magelinskas              |                                |                                |                                |         |   |         |             |           |            | Istvan Szilagyi     | Trainer      |

Schiedsrichter: Christian Staudinger & Florian Staudinger